# 1877 na arte

## Nascimentos
| Data | Nome           | Profissão          | Nacionalidade                              | Observações | Ref |
| ---- | -------------- | ------------------ | ------------------------------------------ | ----------- | --- |
| ??   | Abel Cardoso   | pintor             | Reino Unido de Portugal, Brasil e Algarves | m. 1964     |     |
| ??   | Libindo Ferrás | pintor e professor | Brasil                                     | m. 1951     |     |

## Mortes
| Data           | Nome            | Profissão | Nacionalidade   | Observações | Ref   |
| -------------- | --------------- | --------- | --------------- | ----------- | ----- |
| 31 de dezembro | Gustave Courbet | pintor    | Reino da França | n. 1819     | [ 1 ] |